# Dayton Open 1977
Il Dayton Open 1977 è stato un torneo di tennis giocato sul sintetico indoor. È stata la 3ª edizione del Dayton Open, che fa parte del Colgate-Palmolive Grand Prix 1977. Si è giocato a Dayton negli Stati Uniti, dal 2 all'8 febbraio 1977.

## Partecipanti

### Teste di serie
| Nazionalità      | Giocatore         | Ranking | Testa di serie |
| ---------------- | ----------------- | ------- | -------------- |
| Stati Uniti      | Bill Scanlon      | 52      | 1              |
| Regno Unito      | Buster C Mottram  | 41      | 2              |
| Australia        | Geoff Masters     | 53      |                |
| Stati Uniti      | Andrew Pattison   | 55      |                |
| Stati Uniti      | Jeff Borowiak     | 60      |                |
| Unione Sovietica | Alex Metreveli    | 63      |                |
| Stati Uniti      | Terry Moor        | 71      |                |
| Stati Uniti      | James Chico Hagey | 73      |                |

## Campioni

### Singolare
Jeff Borowiak ha battuto in finale  Buster Mottram con il punteggio di 6–3 6–3

### Doppio
Hank Pfister /  Butch Walts hanno battuto in finale  Jeff Borowiak /  Andrew Pattison con il punteggio di 6–4, 7–6